# Station Hällefors
Station Hällefors is een spoorwegstation in de Zweedse plaats Hällefors. Het station is geopend in 1877 en ligt aan de Bergslagsbanan. Aangrenzend het station ligt het centrale busstation van de plaats. Het oorspronkelijke stationsgebouw is niet meer aanwezig.

## Verbindingen
| Serie | Treinsoort        | Route | Bijzonderheden                                   |
| ----- | ----------------- | --- | ------------------------------------------------ |
| 75    | Stoptrein (TÅGAB) | Falun – Borlänge – Ludvika – Hällefors – Kristinehamn – Karlstad – Kil – Säffle – Trollhättan – Göteborg | Stopt beperkt op de stations Nässundet en Grums. |